# ب‌ام‌و سری ۷ (جی۱۱)
نسل ششم از ب‌ام‌و سری ۷ متشکل از سدان‌های لوکس ب‌ام‌و جی۱۱ (نسخهٔ معمولی) و ب‌ام‌و جی۱۲ (نسخهٔ کشیده‌تر با فاصلهٔ طویل محورها) است. نسل جی۱۱/جی۱۲ از سال ۲۰۱۵ در خط تولید بوده‌است و معمولاً به‌طور کلی با نام جی۱۱ مورد اشاره قرار می‌گیرد.
ب‌ام‌و جی۱۱ در ۱۰ ژوئن ۲۰۱۵ در مقر اصلی شرکت ب‌ام‌و در مونیخ رونمایی شد. رونمایی رسمی و عمومی این مدل نیز در نمایشگاه بین‌المللی خودروی آلمان سال ۲۰۱۵ انجام شد. این نسل از سری ۷ نخستین سری از خودروهای ب‌ام‌و است که بر پایه پلت‌فرم کلار ساخته می‌شود. پلت‌فرم کلار از فناوری‌هایی بهره‌مند است که برای اولین بار در مدل‌های ب‌ام‌و آی، یا به‌عبارت دیگر با رونمایی فیبر کربن پلیمری تقویت شده به‌عنوان بخش‌های ساختاری شاسی معرفی شدند. خودروهای دارای فاصلهٔ طویل بین محورها در نام مدل خود دارای حرف L هستند.
در سال ۲۰۱۶، به‌عنوان بخشی از استراتژی ب‌ام‌و برای معرفی انواع اتصال برقی دوگانه برای تمامی مدل‌های آیندهٔ خودروها، مدل‌های معمولی و کشیدهٔ جی۱۱ با پیشرانه‌های هایبرید با نام‌های ۷۴۰ئی و ۷۴۰ال‌ئی در دسترس قرار گرفتند.